# The Pez Collection
The Pez Collection è una raccolta di canzoni del gruppo ska punk statunitense Less Than Jake, tratte dagli album Pezcore, Greased, Losers, Kings, and Things We Don't Understand, Losing Streak, Hello Rockview ed alcune tracce dei loro vinili. Questa compilation è stata pubblicata per i mercati europeo (Moon Ska Europe) ed australiano (Rapido).

## Tracce
1. Al's War – 3:02
2. Johnny Quest Thinks We're Sellouts – 2:50
3. My Very Own Flag – 2:47
4. Liquor Store – 2:44
5. Jen Doesn't Like Me Anymore – 2:52
6. Last One Out of Liberty City – 1:58
7. Son of Dick – 1:28
8. Where the Hell Is Mike Sinkovich – 2:13
9. Robo – 1:34
10. Rock N' Roll Pizzeria – 1:54
11. Whipping Boy – 3:04
12. 867-5309  - Jenny – 2:08
13. Cheeze – 1:18
14. Automatic – 2:03
15. Growing Up on a Couch – 2:31
16. Just Like Frank – 1:51
17. You're the One That I Want – 2:11
18. We Go Together – 1:47
19. Soundcheck – 1:43
20. Fucked – 1:19
21. Mixology of Tom Collins – 2:06
22. Modern World – 2:03
23. Short on Ideas – 1:43
24. One Last Cigarette – 2:30